# 沃德河畔尚皮尼
沃德河畔尚皮尼（法語：Champigny-sur-Veude，法語發音：[ʃɑ̃piɲi syʁ vød]）是法国安德尔-卢瓦尔省的一个市镇，位于该省西南部，属于希农区。

## 地理
沃德河畔尚皮尼（47°4'1"N, 0°19'19"E）面积16.18 平方千米，位于法国中央-卢瓦尔河谷大区安德尔-卢瓦尔省，该省份为法国中西部省份，北起萨尔特省、东北接卢瓦-谢尔省，东南接安德尔省，南至维埃纳省，西临曼恩-卢瓦尔省。
与沃德河畔尚皮尼接壤的市镇（或旧市镇、城区）包括：莱姆雷、阿赛、沙韦涅、黎塞留、拉图尔圣热兰、普昂。

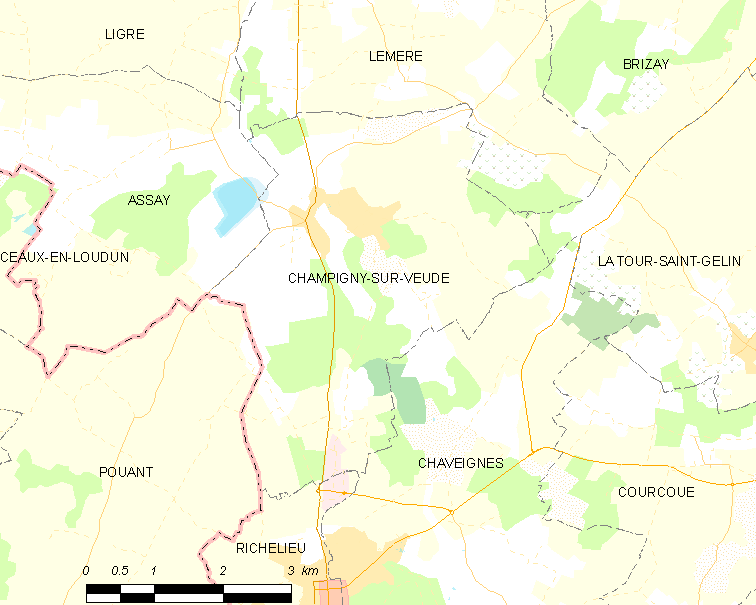
沃德河畔尚皮尼的OSM定位图

沃德河畔尚皮尼的时区为UTC+01:00、UTC+02:00（夏令时）。

## 行政
沃德河畔尚皮尼的邮政编码为37120，INSEE市镇编码为37051。

## 政治
沃德河畔尚皮尼所属的省级选区为图赖讷地区圣莫尔县。

## 人口

1962-2008年间沃德河畔尚皮尼人口变化图示

沃德河畔尚皮尼于2022年1月1日时的人口数量为813人。